# Isovaleril-CoA deidrogenasi
La isovaleril-CoA deidrogenasi è un enzima appartenente alla classe delle ossidoreduttasi, che catalizza la seguente reazione:
3-metilbutanoil-CoA + accettore ⇄ 3-metilbut-2-enoil-CoA + accettore ridotto
L'enzima è una flavoproteina; forma, con una flavoproteina che trasferisce elettroni e la  flavoproteina deidrogenasi (trasferisce elettroni) (numero EC 1.5.5.1),  un sistema che riduce l'ubichinone. Il n-pentanoato può agire come donatore. Non è uguale alla butirril-CoA deidrogenasi (numero EC 1.3.99.2), alla acil-CoA deidrogenasi (numero EC 1.3.99.3), o alla 2-metilacil-CoA deidrogenasi (numero EC 1.3.99.12).